# Dianema
Dianema is een klein geslacht van straalvinnige zoetwatermeervallen uit de familie Callichthyidae van de pantsermeervallen. De typesoort voor dit geslacht is Dianema longibarbis. De naam is afgeleid van het Griekse di, wat 'twee' betekent, en nema, wat 'vezel' betekent. De twee soorten Dianema delen ongeveer dezelfde verspreiding en zijn te vinden in de Amazone-rivier en lagere lopen van zijn zijrivieren. Dianema-soorten hebben de gewoonte om in het midden van het water te zwemmen, in tegenstelling tot de bodem als bij de meeste callichthyiden.

## Soorten
- Dianema longibarbis Cope, 1872
- Dianema urostriatum (Miranda Ribeiro, 1912)